# Роді (Нью-Мексико)
Роді (англ. Rodey) — переписна місцевість (CDP) в США, в окрузі Донья-Ана штату Нью-Мексико. Населення — 337 осіб (2020).

## Географія
Роді розташоване за координатами 32°39′14″ пн. ш. 107°8′9″ зх. д. / 32.65389° пн. ш. 107.13583° зх. д. (32.653824, -107.135792).  За даними Бюро перепису населення США в 2010 році переписна місцевість мала площу 1,46 км², уся площа — суходіл.

## Демографія
Згідно з переписом 2010 року, у переписній місцевості мешкало 388 осіб у 101 домогосподарстві у складі 92 родин. Густота населення становила 266 осіб/км².  Було 110 помешкань (75/км²).
Расовий склад населення:
| - 75,3 % — білих - 0,3 % — корінних американців - 0,3 % — чорних або афроамериканців - 19,1 % — осіб інших рас |

До двох чи більше рас належало 5,2 %. Частка іспаномовних становила 95,6 % від усіх жителів.
За віковим діапазоном населення розподілялося таким чином: 39,2 % — особи молодші 18 років, 52,6 % — особи у віці 18—64 років, 8,2 % — особи у віці 65 років та старші. Медіана віку мешканця становила 25,3 року. На 100 осіб жіночої статі у переписній місцевості припадало 101,0 чоловіків;  на 100 жінок у віці від 18 років та старших — 93,4 чоловіків також старших 18 років.
За межею бідності перебувало 72,2 % осіб, у тому числі 100,0 % дітей у віці до 18 років та 0,0 % осіб у віці 65 років та старших.
Цивільне працевлаштоване населення становило 92 особи. Основні галузі зайнятості: освіта, охорона здоров'я та соціальна допомога — 52,2 %, роздрібна торгівля — 23,9 %, сільське господарство, лісництво, риболовля — 23,9 %.